# Pycnaxis
Pycnaxis là một chi nhện trong họ Thomisidae.